# Calle Dyckman (línea de la Octava Avenida)
La Calle Dyckman es una estación en la Línea de la Octava Avenida del metro de Nueva York, localizada en la intersección de la calle Dyckman y Broadway en Inwood barrio de Manhattan.
La estación tiene cuatro vías y dos plataformas. Una cabina de información está localizada al lado sur de la plataforma en el primer nivel, con  un pasillo que pasa por debajo al norte de la plataforma. Al norte, las vías del centro "express" se encuentran con la  207th Street Yard; hacia al sur, ellas se fusionan con las vías locales. Algunos de los servicios de los trenes A terminan en la calle y continúan hacia la yarda de la calle 207 usando estos centros de vías. 
Esta estación abrió como Dyckman Street–200th Street  el 10 de septiembre de 1932, al igual que el resto de la línea de la Octava Avenida desde la calle 207 al complejo de la Calle Chambers/terminal Hudson .

## Puntos de intereses
- Museo Dyckman Farmhouse
- Fort Tryon Park
- Inwood Hill Park

## Conexiones de buses
- M100
- Bx7